# 吳沛憶
吳沛憶（1987年1月20日—），中華民國政治人物，民主進步黨籍，現任臺北市第五選舉區立法委員，曾任臺北市議會議員、太陽花學運媒體組組長、民進黨發言人、民進黨台灣民主學院主任等職務，並於2016年蔡英文總統競選總部擔任媒體創意中心副主任。

## 生平

### 求學時期
吳沛憶出生於基隆市，成長於新北市瑞芳區海濱，雙親均為小學教師，父親吳進風為高雄市茄萣區人，是新北市立鶯歌陶瓷博物館創館館長。
高中就讀於景美女中，2005年考取國立臺灣大學政治系，在學期間曾發起第一屆亞太學生論壇，並加入臺灣大學濁水溪社，抗議中國大陸海峽兩岸關係協會會長陳雲林訪台進行第二次江陳會談。
臺大畢業後，進入國立清華大學社會學研究所就讀碩士。
吳沛憶於清華大學畢業後，隨即進入小英教育基金會擔任社會力發展中心專員。2014年爆發太陽花學運，吳沛憶則在學運組織內擔任媒體組組長。

### 從政
2014年，加入民主進步黨擔任台灣民主學院主任。2016年中華民國總統選舉期間，進入民進黨總統候選人蔡英文競選總部，擔任媒體創意中心副主任。在職期間獲美國在台協會提名為美國國務院台灣政治領域青年領袖代表。
2016年，蔡英文甫當選中華民國總統後，吳沛憶持續於黨內進行國際交流，先後擔任日本台灣交流協會青年領袖訪日計劃政黨代表，以及代表民進黨參與亞洲自由民主聯盟2016年會員大會。
2017年擔任民進黨發言人，同年10月辭職，並宣佈將爭取代表民進黨投入2018年縣市議員選舉，角逐臺北市第五選舉區（中正區、萬華區）議員席次。

### 臺北市議員

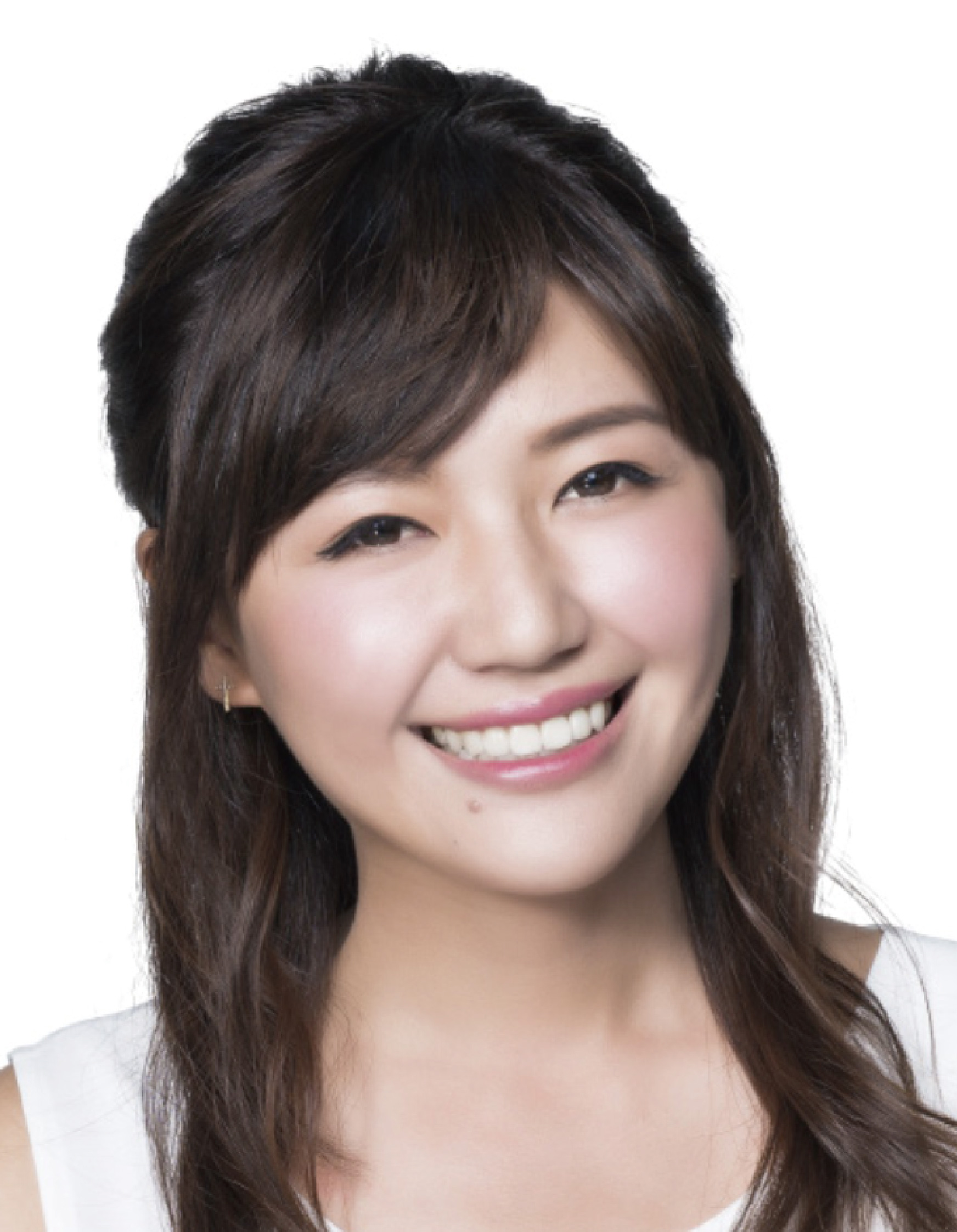
臺北市議員吳沛憶肖像

2018年，民進黨進行縣市議員選舉的初選提名作業，臺北市第五選舉區（中正區、萬華區）共有七名競爭者爭取提名，分別為現任三位（顏聖冠、劉耀仁、周威佑）及新人四位（余筱萍、吳沛憶、陳彥丞、蘇緯政）。吳沛憶因曾任黨發言人及相關黨職之資歷，自宣布爭取提名後，就被媒體劃分為「英派」（黨主席蔡英文所屬）人馬，被稱為「小英女孩」。吳的高知名度及媒體關注，引發同選區爭取提名者之一的余筱萍父親余天不滿。媒體報導，余天當面向黨主席蔡英文拍桌施壓，被視為是導致吳沛憶聲名大噪的直接事件。
而為加強青年參政並極力爭取提名，包含吳沛憶在內共計八位民進黨籍新人（吳沛憶、林智鴻、張志豪、戴瑋姍、賴稟豐、黃守達、林德宇）於2017年共組「新創政治連線」，期盼爭取提名、八席全上，並宣示未來成員將目標一致、行動一致。
根據最終黨內初選民調，吳沛憶以該選區最高民調（22.25％）獲提名。
選舉結果，以20,281票當選，為該選區民進黨候選人最高票；2022年（第14屆）連任。

### 立法委員
2023年，時任臺北市第五選舉區立法委員林昶佐不競選連任；同年5月，吳沛憶獲民進黨「民主大聯盟」徵召參選立委。
2024年1月13日，吳沛憶當選立法委員（第11屆），同年2月1日在立法院就職。

## 個人生活
2018年12月，吳沛憶與民進黨臺北市議員許家蓓被目擊與跟拍到兩人疑似戀情，當時兩人表示只是好友；2024年9月許家蓓病逝後，吳沛憶在社群平台發布兩人牽手照並公開兩人的伴侶關係。

## 著作
| 年份   | 出版日期      | 書名                 | 作者                     | 出版社   | ISBN                |
| 2016年 | 2016年8月31日 | 《政治工作在幹嘛？》 | 呂欣潔、吳沛憶、吳哲希等 | 大塊文化 | ISBN 978-9862137215 |

## 選舉紀錄
| 年度 | 選舉屆數               | 選舉區           | 所屬政黨   | 得票數 | 得票率 | 當選標記 | 備註 |
| ---- | ---------------------- | ---------------- | ---------- | ------ | ------ | -------- | ---- |
| 2018 | 第十三屆臺北市議員選舉 | 臺北市第五選舉區 | 民主進步黨 | 22,281 | 12.44% |          |      |
| 2022 | 第十四屆臺北市議員選舉 | 臺北市第五選舉區 | 民主進步黨 | 17,034 | 9.98%  |          |      |
| 2024 | 第十一屆立法委員選舉   | 臺北市第五選舉區 | 民主進步黨 | 66,932 | 39.81% |          |      |

## 外部連結
- 吳沛憶的Facebook專頁
- 吳沛憶 Wu Pei-Yi的Instagram帳戶
- 吳沛憶 Wu Pei-Yi的Threads
- YouTube上的吳沛憶頻道